# Virgen de la Antigua (Guadalajara)
Nuestra Señora de la Antigua es una de las diversas advocaciones de la Virgen María, patrona de la ciudad de Guadalajara (España).

## Historia

### La Imagen
Cuando en 1883 se planteó la posibilidad de asumir el patronazgo de la Virgen de la Antigua, el Arzobispo de Toledo solicitó información sobre la veracidad de esta advocación mariana. Recurriendo a fuentes documentales se comprueba que la imagen de Nuestra señora de la Antigua fue la primera que recibió veneración después de la Reconquista, tras pasar escondida en un muro de Santo Tomé los siglos de la dominación musulmana, de ahí su advocación de antigua. 
Nuestra Señora es una imagen de vestir propia del siglo XVII, en la que solo son de talla el rostro y las manos, que vino a sustituir a la original y legendaria. Otra imagen de Nuestra Señora que existe en el Santuario, conocida con el sobrenombre de la Enfermera, cuya iconografía sí podría corresponder a la antigüedad exigida a la de la Antigua.

### Real Cofradía
No se conoce la existencia de una cofradía propia hasta después del año 1538, y tan solo como dependienta de la del Santísimo Sacramento de la parroquia de Santo Tomé. Los primeros documentos sobre la actividad desempeñadas por ambas cofradías se retrotrae hasta el año 1600, momento para el que contamos con el primer Libro de Actas. Por él se sabe que los cultos a la imagen de la Antigua se limitaban a celebrar misa en su altar todos los sábados y a la organización de su fiesta el 6 de diciembre. Solemnidad que en 1610 se trasladaría al 8 de septiembre después de que el Papa concediera un jubileo perpetuo para el día de la Natividad de la Virgen.
Será en el siglo XVIII, después de años de inestabilidad, cuando la cofradía experimente procesos contrarios: primero con su disolución en 1755 y después con su refundación en 1759, momento desde el que iniciará una singladura de especial compromiso, nunca interrumpida hasta el siglo XXI. 
Momentos claves de las distintas juntas directivas han sido su proclamación como patrona de Guadalajara, la concesión en 1890 del título de Real Cofradía por la Reina Regente María Cristina, la coronación canónica por el Cardenal Pedro Segura en 1930 y la reconstrucción y mantenimiento del santuario, empresa a la que aún hoy se destinan importantes recursos económicos.

### Patrona
Es a propuesta Ezequiel de la Vega, alcalde constitucional de Guadalajara, donde se declara a "Nuestra Señora de la Antigua como Patrona Tutelar de esta Muy Noble y Muy Leal Ciudad de Guadalajara". El acuerdo plenario, tomado en 12 de septiembre de 1883, necesitaba la aprobación canónica, por lo que se inició el correspondiente expediente. Y es el Cardenal Juan Ignacio Moreno y Maisanove con fecha 21 de septiembre de 1883, decretaba:

"… hemos venido en declarar y declaramos Patrona de la muy noble y muy leal ciudad de Guadalajara y tutelar de la misma, a la Santísima Virgen María, cuya imagen conocida con el título de la Antigua …"

### Coronación
La coronación canónica es el mayor grado de dignidad que concede la Iglesia a sus Imágenes, honor solo accesible para aquellas tallas y advocaciones de la Virgen con un origen antiquísimo y gocen de gran devoción entre los fieles.
La coronación de la Virgen de la Antigua ocurrió el 28 de septiembre de 1930. La jornada dio comienzo a las 7:30 de la mañana, con una misa oficiada por el Cardenal Pedro Segura, Arzobispo de Toledo; seguida de otra, a las 9:30, a la que asistieron todas las autoridades; después, a las 10:30, procesión con la Imagen de Nuestra Señora de la Antigua hasta el parque de la Concordia para, una vez allí, proceder a la coronación. Esta se llevó a cabo por el Cardenal Segura, con la ayuda del Infante Luis Alfonso de Borbón, ante la presencia de entre otras autoridades del Obispo de Sigüenza, el Infante José Eugenio de Borbón, el Conde de Romanones y de innumerables guadalajareños. Una vez coronada, la Virgen de la Antigua fue trasladada a su Santuario.

## Santuario

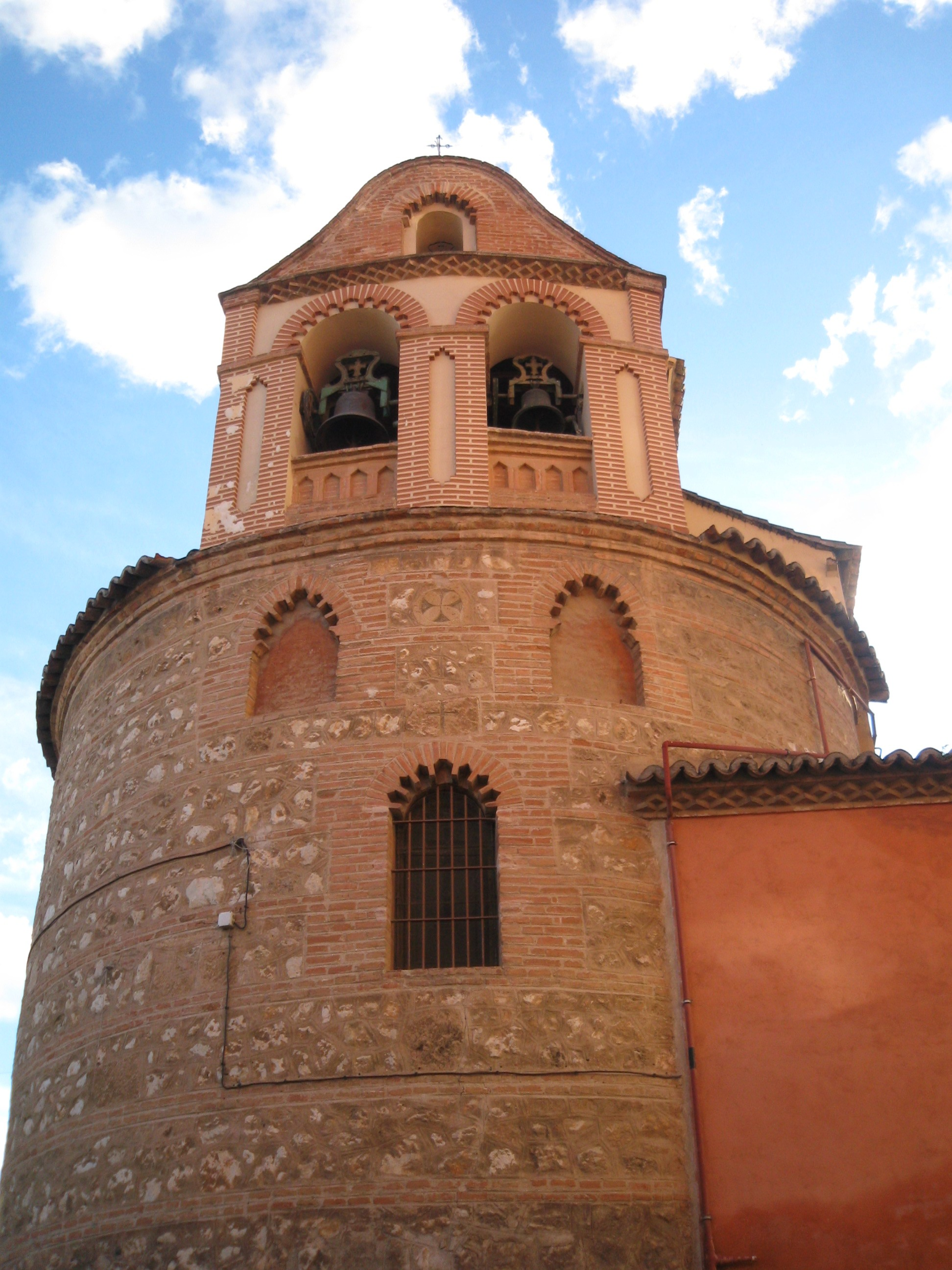
Santuario de la Virgen de la Antigua

Santo Tomé goza por tradición histórica del privilegio de ser considerada la iglesia más antigua de la ciudad, siendo la única que mantuvo culto durante la dominación califal. 
Durante los siglos XVI y XVII protagonizará importantes obras de construcción con la dotación de nuevas capillas que alterarán su disposición primitiva, a excepción de la cabecera y ábside, únicos restos de la traza medieval que han llegado hasta nuestros días.
A finales del siglo XVIII, su párroco, Francisco Escobar, la describía en estos términos:

… existe otra capilla también propia del vizconde de Yrueste y en ella se venera una milagrosísima imagen de Nuestra Señora de la Antigua; …

En 1831, Pedro Inguanzo y Rivero, Arzobispo de Toledo, declaró a Santo Tomé iglesia auxiliar de otra parroquias, permaneciendo abierta al culto como santuario dedicado a Nuestra Señora de la Antigua. Después de diversas reconstrucciones es el 4 de noviembre de 1899 cuando la imagen de la Virgen de la Antigua volvería después de pasar seis años en el convento de Santa Clara, en multitudinaria procesión a su santuario, celebrándose al día siguiente el solemne acto de consagración del templo que sería, ya para siempre, la morada de la Virgen de la Antigua.